# Santi Girolamo e Dorotea adorano Gesù nel sepolcro
I Santi Girolamo e Dorotea adorano Gesù nel sepolcro è un dipinto a tempera verniciata su tela (120x140 cm) del Moretto, databile al 1520-1521 e conservato nella chiesa di Santa Maria in Calchera di Brescia, sopra l'ingresso laterale sinistro.
Rientra fra i lavori giovanili dell'autore e nacque probabilmente come pala d'altare per l'oratorio della Confraternita del Divino Amore, attiva in città nel Cinquecento. L'opera è stata giudicata in modi molto diversi dalla critica secolare e oggi è degna di nota, sostanzialmente, come testimonianza dei primi passi del percorso artistico e compositivo del Moretto.

## Storia
La presenza della tela nella chiesa non è mai stata storicamente giustificata, essendo i due santi raffiguranti estranei al culto delle tradizioni religiose di questa parrocchia. Anzi, difficilmente giustificabile è anche l'accostamento tra san Girolamo e santa Dorotea, abbastanza inusuale. È molto probabile, ma non ci sono pervenuti documenti comprovanti, che la tela fosse legata in origine alla Confraternita del Divino Amore, attiva a Brescia durante il Cinquecento e con la quale il Moretto ebbe diversi rapporti spirituali. La confraternita era appunto legata al culto dei due santi, poiché nella chiesa di Santa Dorotea a Roma era nato il nucleo originario della compagnia e, inoltre, le elezioni del priore si tenevani nel giorno della festività di san Girolamo. È verosimile, quindi, che la tela fosse in origine una piccola pala d'altare per l'oratorio della confraternita. Non si conosce, però, il motivo per il quale l'opera pervenne infine alla chiesa di Santa Maria in Calchera, dove comunque doveva essere già presente nel 1630, quando Bernardino Faino la vede e la commenta nella sua guida di Brescia.

## Descrizione e stile
L'opera, dal tono abbastanza cupo, raffigura Gesù in atto di emergere dal sepolcro, affiancato a sinistra da san Girolamo e a destra da santa Dorotea. Entrambi sono in atteggiamento contemplativo e la santa reca in grembo un cesto di rose. La scena si svolge in un paesaggio roccioso che si eleva molto massiccio dietro la figura di Gesù, mentre ai lati si scorge un paesaggio collinare con alcuni alberi e un piccolo fabbricato.
Si tratta di un lavoro giovanile del Moretto e, complessivamente, nemmeno uno dei migliori. I colori sono molto scuri e spenti in confronto al tema della rappresentazione, la risurrezione di Gesù: anzi, la parte maggiormente in ombra sembra essere proprio il volto di Cristo. I due santi in adorazione non sono meglio trattati, con vesti abbastanza semplici e poco rese rispetto ai risultati già comunque ottenuti in precedenti lavori dell'autore. Il dipinto ha avuto giudizi molto differenti dalla critica secolare: Gustavo Frizzoni, nel 1875, lo vede "poco appariscente, ma pregevole per l'effetto severo dell'espressione"; Adolfo Venturi, nel 1929, dice che "mentre si disegnano i tipi già propri del Moretto, nella matronale Dorotea, che porta alla tomba un cesto di fiori, e nello stiracchiato san Girolamo, sono mal congegnati i sassi, e si nota sempre la mancanza d'architettura della composizione, delle rocce, del paese", mentre Fausto Lechi e Gaetano Panazza, nel 1939, vi scorgono "un'opera giovanile tutta semplicità, devozione e pietà commossa, ma anche di serrata unità compositiva con quella croce mozza che inquadra sì bene la scena". L'opera, indipendentemente dal giudizio critico, resta comunque rilevante come testimonianza dei primi passi del percorso artistico e compositivo del Moretto.